# Мікротріщинуватість
Мікротріщинуватість (рос. микротрещиноватость, англ. microfissuring, microfracturing, нім. Mikroklüftigkeit f, Mikroklüftung f) – розриви у породі, непомітні неозброєним оком, які простежуються тільки під мікроскопом, і виявляють себе при руйнуванні породи. 